# Tour du Pays basque 1924
Le Tour du Pays basque 1924, encore appelé Circuit du Nord, se tient du 7 au 10 août sur 3 étapes pour un total de 623 km.

## Généralités
- Les frères Pélissier dominent facilement ce premier Circuit du Nord, en particulier Francis qui porte le maillot de leader durant toute l'épreuve.
- Cette course se résume à un duel France-Espagne, et les français en sortent les vainqueurs, avec 6 coureurs aux 6 premières places.

## Les étapes
| Étape     | Date    | Villes étapes                      | Distance (km) | Vainqueur d'étape | Leader du classement général |
| 1re étape | 7 août  | Bilbao - Vitoria-Gasteiz-Pampelune | 182           | Francis Pélissier | Francis Pélissier            |
| 2e étape  | 8 août  | Pampelune - Saint-Sébastien        | 268           | Henri Pélissier   | Francis Pélissier            |
| 3e étape  | 10 août | Saint-Sébastien - Bilbao           | 173           | Simon Tequi       | Francis Pélissier            |

## Classement
| \| 1er \| Francis Pélissier France \| 22 h 46 min 36 s \| \| \| 2e \| Henri Pélissier France \| à 14 min 54 s \| \| \| 3e \| Charles Lacquehay France \| à 14 min 54 s \| \| \| 4e \| Victor Fontan France \| à 14 min 54 s \| \| \| 5e \| Simon Tequi France \| à 19 min 11 s \| \| \| 6e \| Jean Brunier France \| à 21 min 43 s \| \| \| 7e \| Teodoro Monteys Espagne \| à 22 min 02 s \| \| \| 8e \| Henri Colle Suisse \| à 24 min 54 s \| \| \| 9e \| Mució Miquel Espagne \| à 26 min 41 s \| \| \| 10e \| Jaime Janer Espagne \| à 41 min 15 s \| \| 38 partants, 29 classés |                          |                  |  |
| 1er | Francis Pélissier France | 22 h 46 min 36 s |  |
| 2e | Henri Pélissier France   | à 14 min 54 s    |  |
| 3e | Charles Lacquehay France | à 14 min 54 s    |  |
| 4e | Victor Fontan France     | à 14 min 54 s    |  |
| 5e | Simon Tequi France       | à 19 min 11 s    |  |
| 6e | Jean Brunier France      | à 21 min 43 s    |  |
| 7e | Teodoro Monteys Espagne  | à 22 min 02 s    |  |
| 8e | Henri Colle Suisse       | à 24 min 54 s    |  |
| 9e | Mució Miquel Espagne     | à 26 min 41 s    |  |
| 10e | Jaime Janer Espagne      | à 41 min 15 s    |  |